# 里蘇諾夫Li-2
里蘇諾夫Ли-2是一款雙螺旋槳运输機，為蘇聯版DC-3。

## 历史
苏联1935年进口了DC-2。1936年4月11日订购了18架DC-3，其中2架是分解状态的散件，至二战爆发前总计为苏联民航进口了21架DC-3。 1936年7月15日从美国道格拉斯飛機公司购买了製造许可证。1936年至1939年完成了技术引进。蘇聯隨後派出技術人員到美國道格拉斯工廠學習。最初生產的客機型稱為ПС-84（пассажирский самолёт авиазавода № 84）「第84工廠的客機」，该厂位于莫斯科北郊的希姆基。1942年以後採用試製廠總工程師鲍里斯·巴甫洛维奇·里蘇諾夫（Борис Павлович Лисунов）的姓名第一個音節命名為里-2。1941年开始生产DC－3，同年夏季达到月产30～40架的速度。至1941年6月22日战争暴发时，已经生产237架，全部为旅客机型。蘇聯在製造過程中對DC-3的結構進行了1293项修改以適應蘇聯的生產條件，包括部分设计、尺寸、材料、生产工艺 ，並換裝了俄製的9缸活塞發動機Shvetsov ASh-62IR。
苏德战争开始后，该机的生产疏散到中亚塔什干的GAZ-33厂。但1942年1月又迁回到希姆基的84厂生产。喀山的124厂在二战前生产了10架。阿穆尔河畔共青城的126厂在1946年至1950年生产了353架里-2T。
各型共生產了4863架，1945年停產，在蘇聯使用了約40年。

## 里-2衍生機種
有多種改型主要包括：
- ПС-84：最初生產型
- ПС-84-К：傘兵用型
- ПС-84-И：救急機
- 里-2П：客機型
- 里-2沙龍：高官運輸型（10架）
- 里-2Т：貨機型
- 里-2ВП：是生產數量最多的武裝型運輸機，機背裝有炮塔，還可攜帶4枚250公斤炸彈或12枚火箭彈。
- ПС-84-Т：海上巡邏機
- 里-2УСх：訓練機，用於Il-28訓練用
- 里-2СИП：測量機型
- 里-2СКх：農業、畜産、林業用機
- 里-2Д：長程型
- 里-2ВВ：轟炸機型
- 里-2В：高空型，可達高度8000m(試作機)
- 里-2ПЛ(里-2ПЛЛ)：森林火災觀察監視機
- 里-2ПР：狩獵監視機（由里-2П修改而來）
- 里-2РТ：ТВ訓號中繼機型
- 里-2F：航拍機（相關衍生里-2FG）
- 里-2流星：氣象實驗機

里-2在40年代和50年代初期是蘇聯使用量最大的客貨運輸及傘兵用飛機。

## 營運歷史

### 匈牙利航空
1946年3月29日，成立時採用21座型的里-2客機。
原屬匈牙利航空的，註冊號碼HA-LIX的里-2客機是迄今為止歐洲唯一仍在營運的里-2客機。該飛機1949年於GAZ-84廠出廠，序列號18433209，在匈牙利航空營運至1964年，1974年進入博物館，2001年經修復後，由金時計基金會營運。

### LOT波蘭航空
1946年波蘭航空以10架里-2重新運营，隨後持續自蘇聯接收30多架里-2客機。

### 中國
- 1949年解放軍從滿州里進口2架里-2。

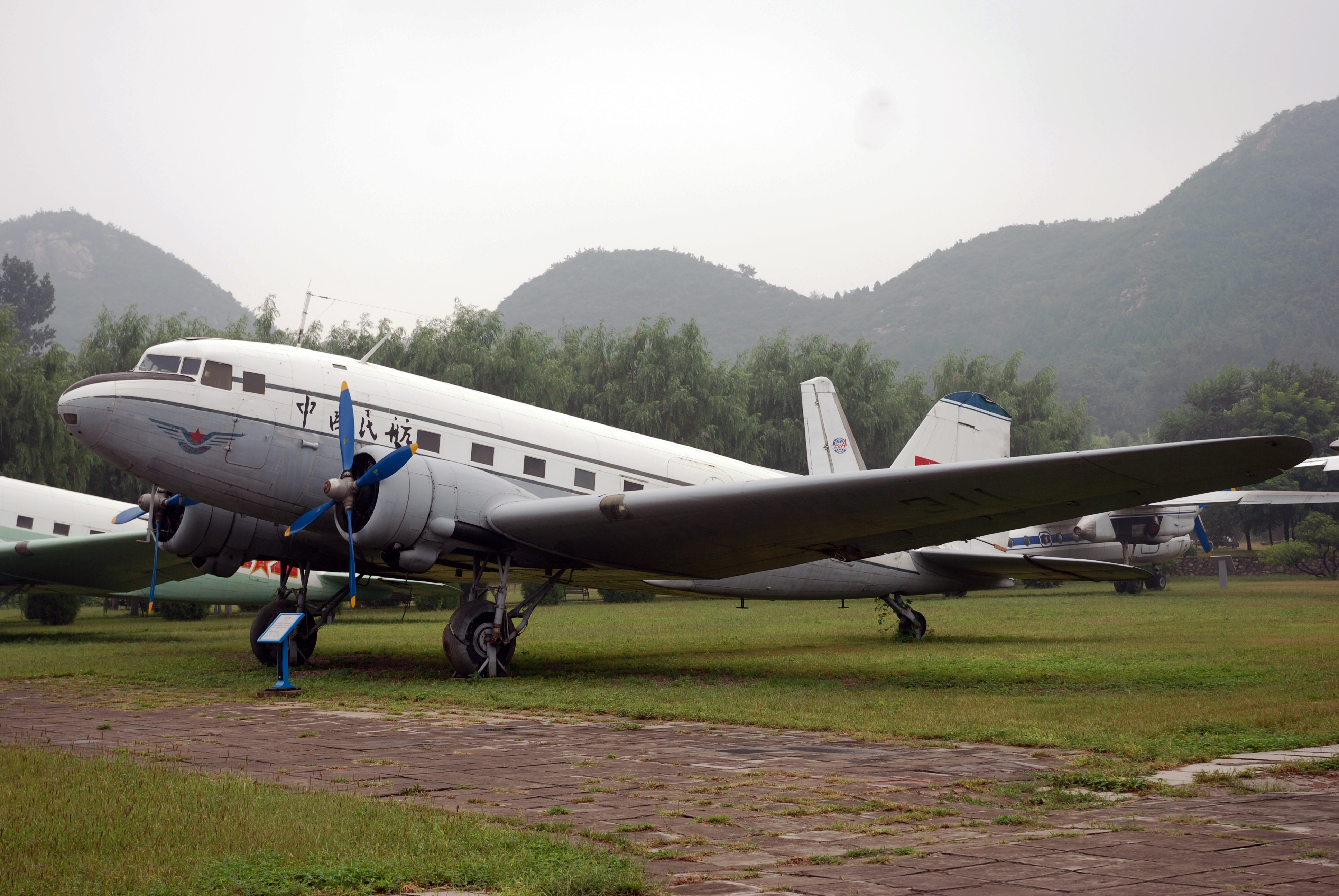
中國民航的里-2

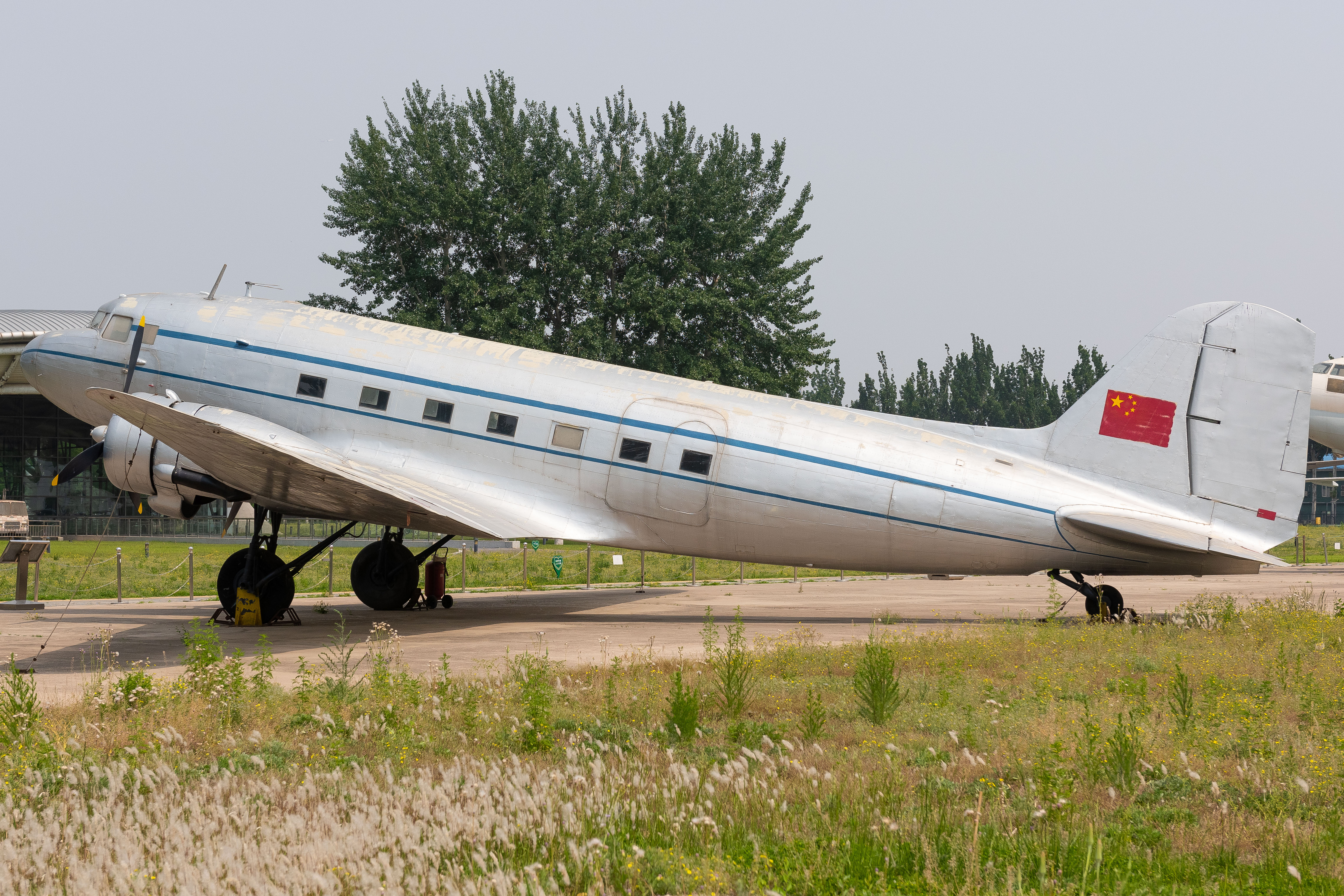
藏于民航博物馆的里-2型324号机，该机曾服役于民航广州管理局，2007年由顺德大良街道办事处捐赠

- 1949年10月至1950年2月間，蘇聯陸續軍援47架，協助空運陸軍部隊進新疆。
- 1950年3月中蘇民航股份公司使用里-2飛機，其中里-2P客機和里-2T貨機各8架。
- 1950年7月19日，蘇聯政府同意將里-2飛機及其發動機的製造權授權給中國，但並未仿製該機。
- 1951年中國民航進口4架。
- 1951年11月24日，蘇聯空軍顧問團向解放軍空軍軍援20架。
- 1956年5月3日，毛泽东主席在建国后首次乘坐飞机，就由空军独三团（专机团）的里-2型8205号飞机。机长为独三团团长胡萍。从北京经停武汉、长沙飞抵广州。空军司令员刘亚楼、公安部长罗瑞卿陪同飞行。

到1957年，共進口里-2飛機41架，使該機成為50年代初期中國軍、民航空運的主力機型，還被作為航測機，中國的里-2直至1986年退役。

## 性能諸元
- 翼展28.813ｍ
- 機長19.647ｍ
- 機高7.093ｍ
- 機翼面積91.7㎡

里-2

- 空重7680KG（客機）、7400KG（貨機），
- 載重1120KG
- 正常起飛重量10700KG
- 載油量3110L
- 最大速度325 KM/Hr
- 巡航速度240 KM/Hr
- 實用升限5600m
- 最大航程2650KM
- 動力裝置為2台АШ－62ИР氣冷單排星形9缸活塞發動機，配AV-7N-161型三葉螺旋槳馬力：1000HP（輸入中國後，解放軍換裝中國製的活塞5甲型（代號670）發動機以及J8-G3螺旋槳）。

- 武裝：7.62mm ShKAS機槍（機首）固定式×1、機身上方迴旋式槍塔×1

## 用戶

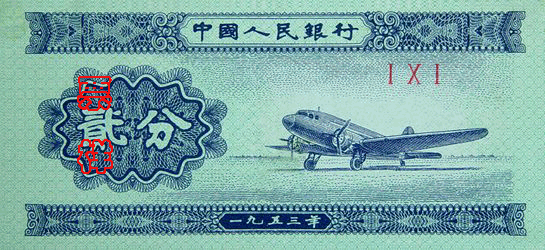
出現在中國人民幣二分的里-2運輸機

### 軍用
保加利亚保加利亞空軍
 捷克斯洛伐克捷克斯洛伐克空軍
 中国中国人民解放軍空軍
 匈牙利匈牙利空軍
 马达加斯加
 蒙古国
 朝鮮人民軍空軍
 越南越南人民軍空軍
 波蘭
 羅馬尼亞羅馬尼亞空軍
 苏联蘇聯空軍
 叙利亚敘利亞空軍
 南斯拉夫南斯拉夫空軍

### 民用
中华人民共和国
- 中蘇民航
- 中國民航

 捷克斯洛伐克捷克斯洛伐克航空
 匈牙利匈牙利航空
 朝鮮民航
 波蘭LOT波蘭航空
 羅馬尼亞羅馬尼亞航空
 苏联蘇聯民航
 越南越南民航